# Paracelsus-Kliniken
Die Paracelsus-Kliniken sind eine deutsche Klinikgruppe mit Hauptsitz in Osnabrück.

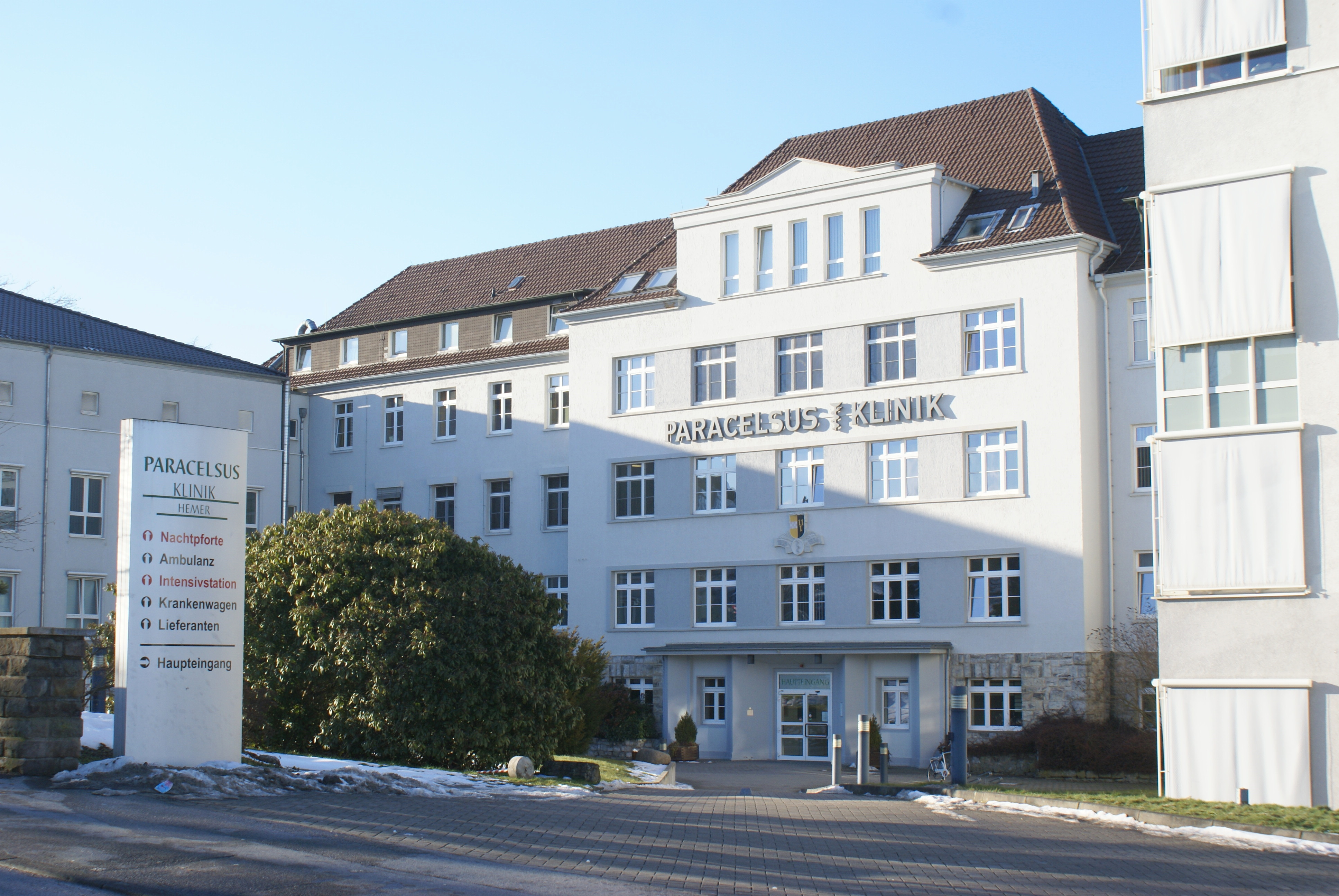
Paracelsus-Klinik in Hemer (2010)

## Unternehmensprofil
Die Paracelsus-Kliniken zählen mit ihren 28 Einrichtungen an insgesamt 16 Standorten zu den großen privaten Klinikträgern in Deutschland. Bundesweit betreuen insgesamt ca. 3.500 Mitarbeiter jährlich mehr als 50.000 stationäre Patienten.
Die Paracelsus-Kliniken wurden 1968 von dem Mediziner und Unternehmer Hartmut Krukemeyer gegründet. Sie wurden in zweiter Generation von dessen Sohn Manfred Georg Krukemeyer, ebenfalls Mediziner, weitergeführt.
Nachdem die Geschäftsführung der Paracelsus-Kliniken im Dezember 2017 beim Amtsgericht Osnabrück einen Antrag auf Eröffnung des Insolvenzverfahrens in Eigenverwaltung gestellt hatte, wurde die Insolvenz am 1. August 2018 durch die Übernahme der Klinikgruppe durch die Schweizer Beteiligungsgesellschaft Porterhouse Group beendet. Inhaber der Porterhouse Group ist Felix Happel.

## Konzernhistorie
Die Ursprünge der Paracelsus-Kliniken gehen auf die Grundsteinlegung der Paracelsus-Klinik Osnabrück im Jahr 1968 zurück. Mit dem Konzept der Praxiskliniken wurde bereits Ende der 1960er-Jahre eine Integration zwischen stationärer und ambulanter Versorgung nicht nur durch den behandelnden Arzt, sondern auch räumlich realisiert. So können Geräte übergreifend ausgelastet, unnötige Doppeluntersuchungen und Zeitverluste in der Behandlung der Patienten vermieden werden. Die medizinische Versorgung aus einer Hand steht im Vordergrund.
Das Praxisklinik-Konzept wurde später durch einen Forschungsbericht des Bundesministeriums am Beispiel der Paracelsus-Klinik Bad Ems wissenschaftlich begleitet: Es wird noch heute in den Grundstrukturen als vorbildlich für andere Krankenhäuser beurteilt.
In den 1970er- und 1980er-Jahren wurden zunächst weitere Akut-Krankenhäuser in ganz Deutschland in die private Trägerschaft übernommen. Mit dem Betrieb der ersten Rehabilitationsklinik hat sich das Unternehmen gegen Ende der 1980er-Jahre ein weiteres wirtschaftliches Standbein aufgebaut.

### Verkauf der Akutklinik Osnabrück
Im November 2019 wurde bekannt, dass die Paracelsus-Stammklinik in Osnabrück an die Krankenhausgruppe Niels-Stensen-Kliniken aus Georgsmarienhütte verkauft wurde. Zuvor war eine geplante Beteiligung der städtischen Klinikum Osnabrück GmbH an dem Klinikstandort gescheitert. Zudem wurde eine Zusammenarbeit zwischen den Paracelsus-Kliniken und den Niels-Stensen-Kliniken im Bereich Digitalisierung vereinbart. Obwohl die Osnabrücker Klinik seit Juli 2020 unter dem Namen Niels-Stensen-Kliniken läuft, war der Vertrag über den Verkauf mit Stand November 2021 noch nicht rechtskräftig, da er an eine Übertragung der Versorgungsaufträge im Krankenhausplan des Landes gebunden ist. Der zuständige Landesausschuss hatte darüber jedoch bis zu dem Zeitpunkt noch keine Entscheidung getroffen. Die endgültige Entscheidung fiel im Juni 2022, womit der Kauf auch rechtlich abgeschlossen ist. Der Standort wurde damit zu einer Betriebsstätte des Marienhospitals Osnabrück.

## Organe
Vorsitzender der Geschäftsführung (CEO) ist Phillip Fröschle. Für die Paracelsus-Kliniken besteht ein Aufsichtsrat aus elf Mitgliedern. Aufsichtsratsvorsitzender ist Felix Happel, Porterhouse Group.

## Paracelsus-Kliniken
Akutkliniken
- Paracelsus-Klinik Adorf

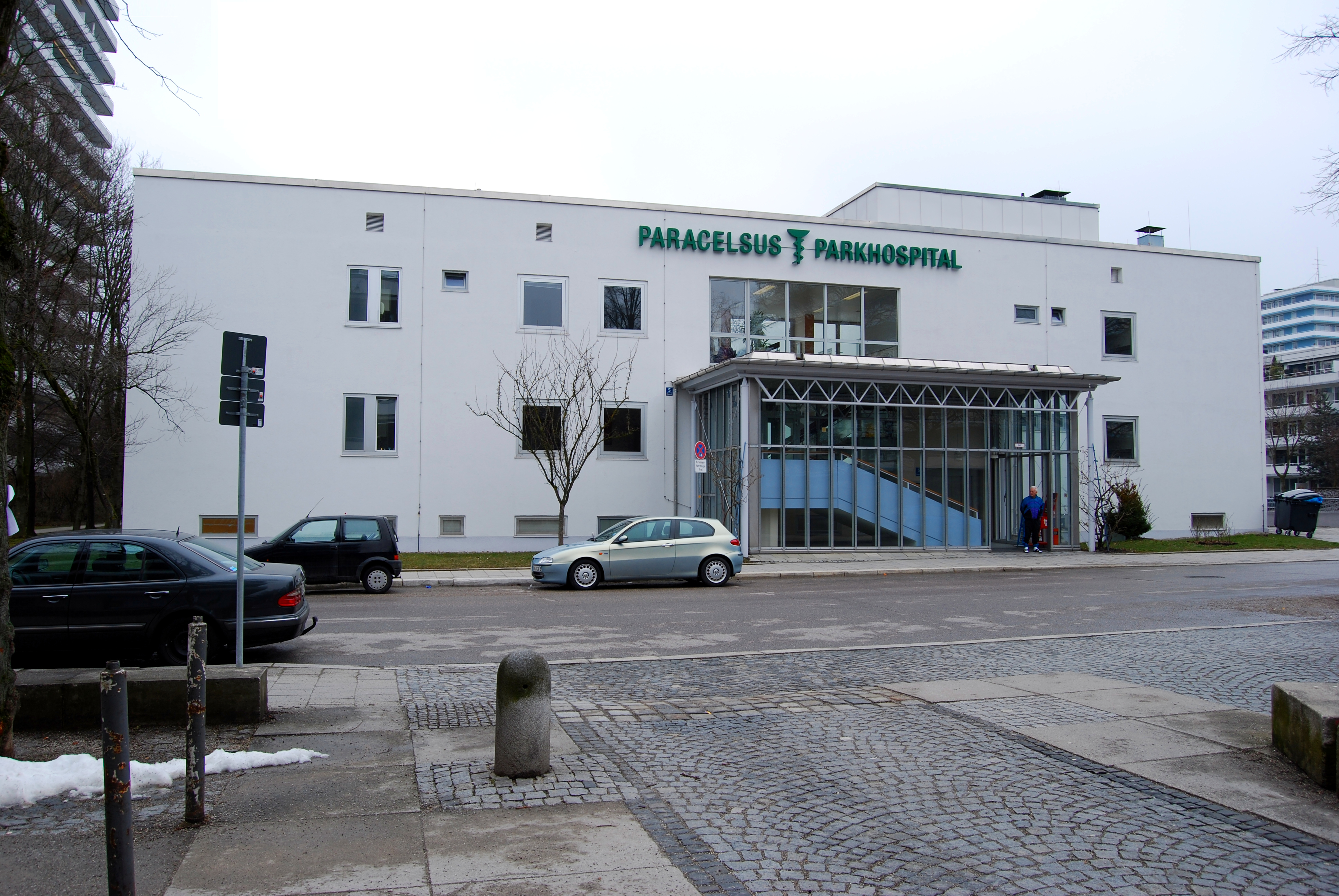
Paracelsus-Klinik München

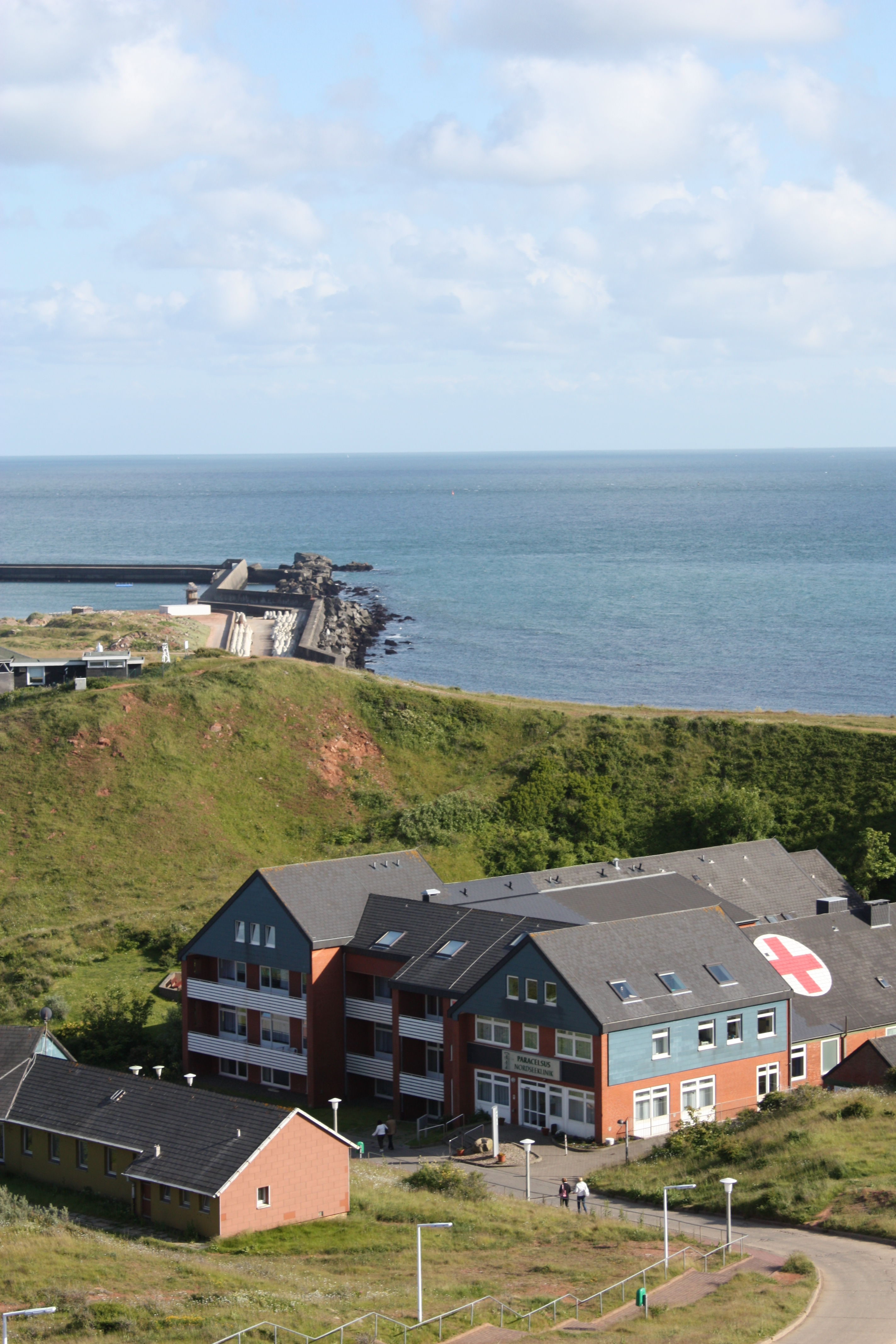
Paracelsus-Nordseeklinik Helgoland

- Paracelsus-Klinik am Silbersee Langenhagen
- Paracelsus-Klinik Bremen
- Paracelsus-Klinik Henstedt-Ulzburg
- Paracelsus-Klinik München
- Paracelsus-Klinik Schöneck
- Paracelsus-Nordseeklinik Helgoland

Fachkliniken
- Paracelsus-Elena-Klinik Kassel
- Paracelsus-Klinik Golzheim Düsseldorf

Rehakliniken
- Paracelsus Berghofklinik Bad Essen
- Paracelsus Berghofklinik II Adaptionseinrichtung
- Paracelsus Harzklinik Bad Suderode
- Paracelsus Klinik am Schillergarten Bad Elster
- Paracelsus Klinik am See Bad Gandersheim
- Paracelsus Klinik an der Gande Bad Gandersheim
- Paracelsus Klinik Scheidegg
- Paracelsus Roswitha-Klinik Bad Gandersheim
- Paracelsus Wiehengebirgsklinik Bad Essen
- Paracelsus Wittekindklinik Bad Essen